# Pavel Benc
Pavel Benc, född den 10 juli 1963, är en tjeckisk före detta längdåkare som var aktiv mellan 1985 och 1997, vilket innebar att han representerade såväl Tjeckoslovakien som Tjeckien. Vid OS i Calgary 1988 var han med i det tjeckoslovakiska stafettlag som kom trea.